# Associacion Sportif Inter Star
L'Associacion Sportif Inter Star és un club de futbol de la ciutat de Bujumbura, Burundi.
El 1987 el club Inter FC patí una divisió de la que nasqué el Inter Star.

## Palmarès
- Lliga burundesa de futbol: [4]
  - 1991, 1992, 2005, 2008
- Copa burundesa de futbol: [5]
  - 1990
- Supercopa burundesa de futbol: 
  - 2011